# Puchar Świata w Zapasach 1994
Zawody Pucharu Świata w 1994 roku
- w stylu klasycznym mężczyzn rywalizowano pomiędzy 29 a 30 października w Kecskemét (Węgry).
- w stylu wolnym mężczyzn w dniach 25–26 marca w Edmonton (Kanada).

## Styl klasyczny

### Ostateczna kolejność drużynowa
| Poz. | Państwo           |
| ---- | ----------------- |
|      | Ukraina           |
|      | Węgry             |
|      | Stany Zjednoczone |
| 4.   | Japonia           |
| 5.   | Chiny             |
| 6.   | Egipt             |

### Klasyfikacja indywidualna
| Waga   |                          |                  |                                   | 4                           | 5                   | 6                                 |
| ------ | ------------------------ | ---------------- | --------------------------------- | --------------------------- | ------------------- | --------------------------------- |
| 48 kg  | Alexander Mater Borschuk | Masatsune Sasaki | Jiang Wei                         | Isaac Ramaswamy             | Nadżib Ahmad        | Roland Májer                      |
| 52 kg  | Kōji Uchi                | József Hamzók    | Andrij Kałasznikow                | Shawn Sheldon               | Oleg Komendant      | Yong Kang Liang                   |
| 57 kg  | Mátyás Meggyes           | Rusłan Chakymow  | Kazutaka Murakami                 | Glen Frank                  | Zheng Haibo         | Mohamed Ahmed                     |
| 62 kg  | Hryhorij Kamyszenko      | David Zuniga     | Hu Guohong                        | Ahmad Kamil Muhammad Husajn | Hiroki Sugo         | Zoltán Urbankovics                |
| 68 kg  | Andy Seras               | Takumi Mori      | Pavel Tyapin                      | Csaba Urbankovics           | Madżdi Mahmud Jusuf | Wu Dekai                          |
| 74 kg  | Artur Dzihasow           | János Kismóni    | Takamitsu Katayama                | Gordy Morgan                | Hu Fujiang          | Muhammad al-Chudari               |
| 82 kg  | Tibor Komáromi           | Dan Henderson    | Muhji ad-Din Abd al-Haris Ramadan | Igor Bugaj                  | Akio Takagi         | Ajman Husni                       |
| 90 kg  | Ferenc Takács            | Anatoli Kozulia  | Mustafa Abd al-Haris Ramadan      | Derrick Waldroup            | Sun Yi Wu           | Muhji ad-Din Abd al-Haris Ramadan |
| 100 kg | Heorhij Sałdadze         | James Johnson    | Nándor Gelénesi                   | Muhammad Kamal              | -----               | ----                              |
| 130 kg | Matt Ghaffari            | Petro Kotok      | Csaba Gégény                      | Yuan Damao                  | Ken’ichi Suzuki     | Jurij Jewsejczyk                  |

## Styl wolny

### Ostateczna kolejność drużynowa
| Poz. | Państwo           |
| ---- | ----------------- |
|      | Stany Zjednoczone |
|      | Iran              |
|      | Rosja             |
| 4.   | Turcja            |
| 5.   | Kanada            |
| 6.   | Japonia           |

### Klasyfikacja indywidualna
| Waga   |                   |                    |                     | 4                                 | 5               | 6                           | 7                 |
| ------ | ----------------- | ------------------ | ------------------- | --------------------------------- | --------------- | --------------------------- | ----------------- |
| 48 kg  | Naser Zejnalnija  | Rob Eiter          | Władimir Torgowkin  | Yutaka Saeki                      | Paul Ragusa     | Beyhan Guelfiliz            | ----              |
| 52 kg  | Zeke Jones        | Mevlana Kulaç      | Alexej Varlamov     | Gholam Reza Mohammadi Karim Souri | ----            | Selwyn Tam                  | Koji Yamaguchi    |
| 57 kg  | Terry Brands      | Ali Akbar Dodange  | Keiji Okuyama       | Norman Spence                     | Artur Fedorov   | Talip Okutan                | ----              |
| 62 kg  | Tom Brands        | İsmail Faikoğlu    | Marty Calder        | Reza Safaji                       | Takahiro Wada   | Islam Matiev                | ----              |
| 68 kg  | Chris Wilson      | Matt Demaray       | Buwajsar Sajtijew   | Dawud Ghanbari                    | Kenji Koshiba   | Adem Kaya Oemer Osman Pelit | ----              |
| 74 kg  | Dave Schultz      | Sajgid Katinowasow | Kamil Kocaoğlu      | Isa Momeni Behruz Jari            | ----            | Craig Roberts               | Tetsuya Onose     |
| 82 kg  | Amir Reza Chadem  | Rasuł Katinowasow  | Kevin Jackson       | Justin Abdou                      | Yalcin Oezdemir | Hidekazu Yokoyama           | ----              |
| 90 kg  | Melvin Douglas    | Vitali Gizoev      | Rasul Chadem        | Ahmet Doğu                        | Scott Bianco    | Kazuyuki Fujita             | ----              |
| 100 kg | Mark Kerr         | ----               | Siergiej Kowalewski | Ajjub Baninosrat                  | Ömer Aslantaş   | Gregory Edgelow             | Toshiyuki Asanuma |
| 130 kg | Bruce Baumgartner | Zekeriya Güçlü     | Giennadij Żylcow    | Ebrahim Mehraban                  | Andy Borodow    | Hiroyuki Obata              | ----              |